# میرزا ابراهیموف
میرزا ابراهیموف (به ترکی آذربایجانی: Mirzə İbrahimov) (زاده ۱۵ اکتبر ۱۹۱۱ در روستای ایوق سرآب – درگذشته ۱۷ دسامبر ۱۹۹۳ در باکو) سیاست‌مدار، نمایش‌نامه‌نویس، منتقد ادبی، پژوهشگر و نویسنده ایرانی-آذربایجانی به‌شمار می‌رود ابراهیموف از دارندگان مدال قهرمانِ کارگریِ سوسیالیستی در سال ۱۹۵۰، مدال ملی جمهوری آذربایجان در سال ۱۹۶۵، مدال بین‌المللی نهرو به سال ۱۹۷۹ به‌شمار می‌رود.
میرزا ابراهیموف یکی از بنیانگذاران فرقهٔ دموکرات آذربایجان بوده‌است.
میرزا ابراهیموف پس از زاده شدن در سرآب، به همراه خانواده وقتی که تنها ۷ سال سن داشت، به باکو مهاجرت کردند. وی از ۲۳ ژانویه ۱۹۵۸ – ۲۵ مارس ۱۹۵۹ ریاست مجلس ملّی جمهوری آذربایجان و در طول سال‌های ۱۹۷۰–۱۹۸۶ ریاست اتحادیه نویسندگان جمهوری آذربایجان را برعهده‌داشت.

## زندگی شخصی
میرزا ابراهیموف در سال ۱۲۹۰ هجری شمسی، همزمان با جنگ جهانی اول و اواخر حکومت قاجار در روستای ایوق از توابع شهرستان سرآب متولد شد. این دوران همزمان با قحطی بزرگ ایران بود. زمانی که نوزاد بود مادرش را از دست داد و زمانی که ۷ ساله بود به همراه برادر بزرگتر و پدرش به نام اژدر به سمت باکو مهاجرت کردند اما در راه برادر بزرگتر خود را از دست داد و بعد از رسیدن به باکو پدرش را نیز از دست داد و یک کودک هشت سالهٔ تنها برای فرار از گرسنگی و پیدا کردن لقمه ای نان در معادن نفتی زابرات و بالاخانی باکو مشغول به کار شد.
در حین کار نیز علاقهٔ شدیدی به تحصیلات داشت که در مکتب‌های آن زمان به صورت نیمه وقت تحصیل می‌کرد تا اینکه وارد دانشگاه ادبیات شد و تا کارشناسی ارشد تحصیل نمود.
ابراهیموف با سارا پریموف دختر قربان پریموف نوازنده و عاشیق افسانه‌ای آذربایجان ازدواج کرد که حاصل این ازدواج سه فرزند بود.
اصلیت او به طایفهٔ بَییش (بیگ‌زاده‌ها و نیکزادها) در ایوق بازمی‌گردد.
میرزا ابراهیموف در روز جمعه ۲۶ آذر ۱۳۷۲ هجری شمسی در شهر باکو دار فانی را وداع گفت. روایت است هنگام مرگ خاک روستای ایوق که چند سال قبل به سفارش او به باکو ارسال شده بود، موقع مرگ در زیر جسمش ریخته شده بود تا روی خاک وطنش آرام بگیرد.

## آثار
میرزا ابراهیموف دارای ۴۲ اثر در زمینه نویسندگی، سه اثر در زمینه ترجمه می‌باشد که «بویوک سیتاره اوستاسی» و «بویوک دموکرات» از آثار مهم وی محسوب می‌شود.
کتاب «آن روز می‌رسد» که به فارسی نیز ترجمه شده‌است در کشورهای ایران، آذربایجان و روسیه جزو رمان‌های پرطرفدار می‌باشد که در ایران توسط ا. کاریج ترجمه شده‌است.

## در ایران
ابراهیموف از کسانی بود که در متن رویدادهای سال ۱۳۲۴ در آذربایجان ایران دخالت داشت. ابراهیموف از کسانی بود که با ده‌ها نفر از دیگر مأموران سازمان‌های اطلاعاتی شوروی در سال ۱۳۲۰ همراه با ارتش شوروی و به عنوان سرپرست گروه فرهنگی اعزامی از سوی حزب کمونیست آذربایجان به تبریز آمد و در آنجا به راه‌اندازی و انتشار روزنامۀ وطن یولوندا، ناشر افکار ارتش سرخ شوروی و ادبیات سوسیالیستی و کارگری با گرایش‌های شووینیستی دست زد.
در جریان یکی از کنفرانس‌های فرقه دموکرات آذربایجان، که در دوران مهاجرت در شهر باکو برگزار می‌شد، در پاسخ به یکی از کسانی که نسبت به تجاوز سربازان ارتش سرخ به خاک ایران اعتراض کرده بود، گفت: «اگر بیرکند ده قوپارساق غنیمت دیر» (= اگر حتی یکی دهات هم از آنجا جدا کنیم غنیمت است)

ابراهیم‌اف، در خاطرات خود، وظایف گروه فرهنگی اعزامی را به صورت ذیل توصیف کرده‌است:
چون در آن بخش از آذربایجان که اشغال کردیم، تعداد زیادی سرباز آذری وجود داشت، قرار شد تا هم در میان آن‌ها کارهای تبلیغاتی و تهییجی انجام دهیم و هم به استحکام روابط دوستانه‌ای کمک کنیم که از همان روزهای آغازین، میان مردم محلی و ما ایجاد شده بود.
 میرزا ابراهیم‌اف تأثیر این روزنامه را چنین توصیف کرده‌است:
وطن یولوندا برای آذری‌های جنوب که مدرسه، مطبوعات و ادبیات به زبان مادری برایشان ممنوع بود و تحت استبداد شدید ملی و اجتماعی حکومت مطلقأ رضاشاه هویت، ملیت، تاریخ، فرهنگ و زبانشان انکار می‌شد و در معرض سرکوب و اذیت قرار داشتند همچون چراغی در تاریکی درخشید.
کار میرزا ابراهیم‌اف در وطن یولوندا فقط پیش‌درآمدی بود بر نقش وی به عنوان یکی از فعالین جریان پان‌ترک جدایی طلب در دوره پس از جنگ. برخی از مقالات وی، در میان بعضی از پان‌ترک‌های ایرانی، مقبول واقع شد. این مقالات بر وجوه مشترک آذربایجانی‌های اتحاد شوروی و ایران تأکید داشت و موضوعات قومی مطرح شده در ادبیات آذربایجانی‌های ایران را عنوان می‌کرد. انتصاب وی به مقام کمیسر معارف جمهوری آذربایجان در سال ۱۹۴۲، به هیچ وجه تلاش‌هایش را برای پیشبرد طرح تجزیه آذربایجان ایران کند نکرد. رمان وی، آن روز فرا می‌رسد(به ترکی آذربایجانی: Gələcək gün)، که از زندگی و تجربه‌اش حین فعالیت در تبریز، متأثر است؛ اکنون، یکی از بزرگ‌ترین رمان‌های شوروی در مورد جدایی‌طلبی تلقی می‌شود.